# Herm Fuetsch
Herman "Herm" Joseph Fuetsch (San Francisco 6 de julho de 1918 - Novato (Califórnia), 29 de setembro de 2010) foi um basquetebolista norte-americano que foi campeão da Temporada da NBA de 1947-48 jogando pelo Baltimore Bullets.